# Marita Gründgens
Marita Gründgens (* 23. Mai 1903 in Düsseldorf als Maria Theresia Gründgens; † 24. Dezember 1985 in Solingen) war eine deutsche Schauspielerin, Chansonnière und Kabarettistin. Sie war die Schwester des deutschen Schauspielers Gustaf Gründgens.

## Leben
Maria Theresia „Marita“ Gründgens absolvierte ihre Ausbildung zur Pianistin am Konservatorium in Köln und erhielt zudem eine Gesangsausbildung bei Johanna Syre. Ab 1931 wurde sie beim Schul- und Kinderfunk des Westdeutschen Rundfunks in Düsseldorf engagiert. Zunächst wirkte sie bei Bunten-Radio-Abenden sowie Abenden zur Winterhilfe mit, bevor sie eigene Sendungen wie „Lieder aller Länder“ moderierte. Marita Gründgens wirkte auch in einigen Spielfilmen mit, in Liebe, Tod und Teufel (1934) und Die tollkühnen Penner (1971). Im 1936 entstandenen Kurz-Spielfilm Unter dem Pantoffel ist sie – neben Wilhelm Strienz – als Sängerin zu hören.
Gründgens war an ca. 40 Plattenproduktionen beteiligt. Zu ihren bekanntesten Schallplatten-Aufnahmen gehören „Ich wünsch' mir eine kleine Ursula“ (1937) und „Wenn ich groß bin liebe Mutter“, in denen sie ihr Talent als Kinderstimmen-Imitatorin zur Geltung brachte, das erheblich zu ihrer Popularität beitrug.
Marita Gründgens lebte lange Zeit in Solingen, wo sie am Heiligabend 1985 im Alter von 82 Jahren starb.